# Rödkallen
Rödkallen  is een Zweeds eiland / grote zandbank behorend tot de Lule-archipel. Het eiland ligt aan de oostelijke rand van de archipel. Het eiland had vele jaren een proefstation en er is een oud vissersdorp. 
Het eiland heeft plaatselijke bekendheid door de vuurtoren (21,4 meter hoog), die hier vanaf 1872 honderd jaar dienst heeft gedaan. In 1950 werd nog een nieuw exemplaar gebouwd, dat nu dienstdoet als hotel. 
Rödkallen heeft geen vaste oeververbinding; in de zomer varen er regelmatig schepen vanuit en naar Luleå. Op Rödkallen is een primitieve landweg aanwezig die de huisjes met elkaar verbindt. Op het eiland is ook een labyrint en een oude kapel uit ongeveer 1800 te bewonderen. Rödkallen dankt zijn naam aan het plaatselijke aangetroffen rode zand. Het eiland, dat nauwelijks boven de zeespiegel komt, bestaat uit een aantal zandbanken die tegen elkaar aangegroeid zijn: Malgrundet, Trutgrundet en Spålen.
Rödkallen ligt in de zuidpunt van het Rödkallens Natuurreservaat, hetgeen vooral vogels betreft. Andere eilanden die in dit reservaat liggen zijn Storgrundet, Sandgrönnorna, Grillklippan en Sör Aspen.